# لیندی هاپ

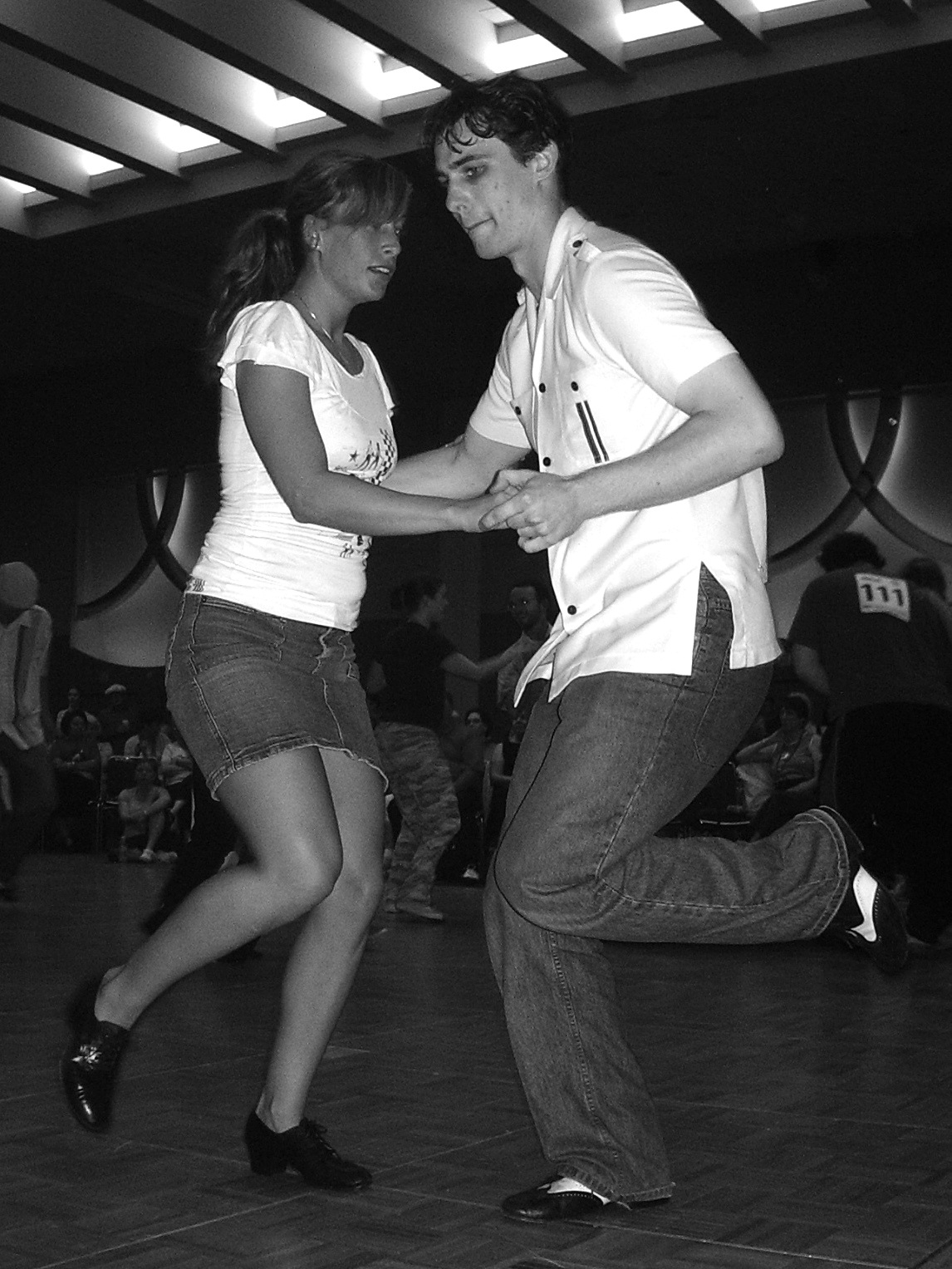
رقص لیندی هاپ در جشنهای ساکرامنتو کالیفرنیا آمریکا (۲۰۰۶)

لیندی هاپ (به انگلیسی: Lindy Hop) رقصی آمریکایی است که در هارلم شهر نیویورک در دهه‌های ۱۹۲۰ و ۱۹۳۰ تکامل یافت و در اصل از دل موسیقی جاز آن زمان بیرون آمد.
رقص لیندی هاپ در طول دوران محبوبیت جاز سوینگ در اواخر دهه ۱۹۳۰ و اوایل دهه ۱۹۴۰ محبوب بود. این رقص تلفیقی از بسیاری از رقص‌ها است که در طول توسعه آن یا قبل از آن محبوب بودند. اما به‌طور عمده این رقص بر اساس رقص‌های جاز، تپ، برک‌وی و چارلستون شکل گرفت. اغلب این رقص به عنوان زیرمجموعه رقص جاز و بخشی از رقص سوینگ بشمار می‌رود.

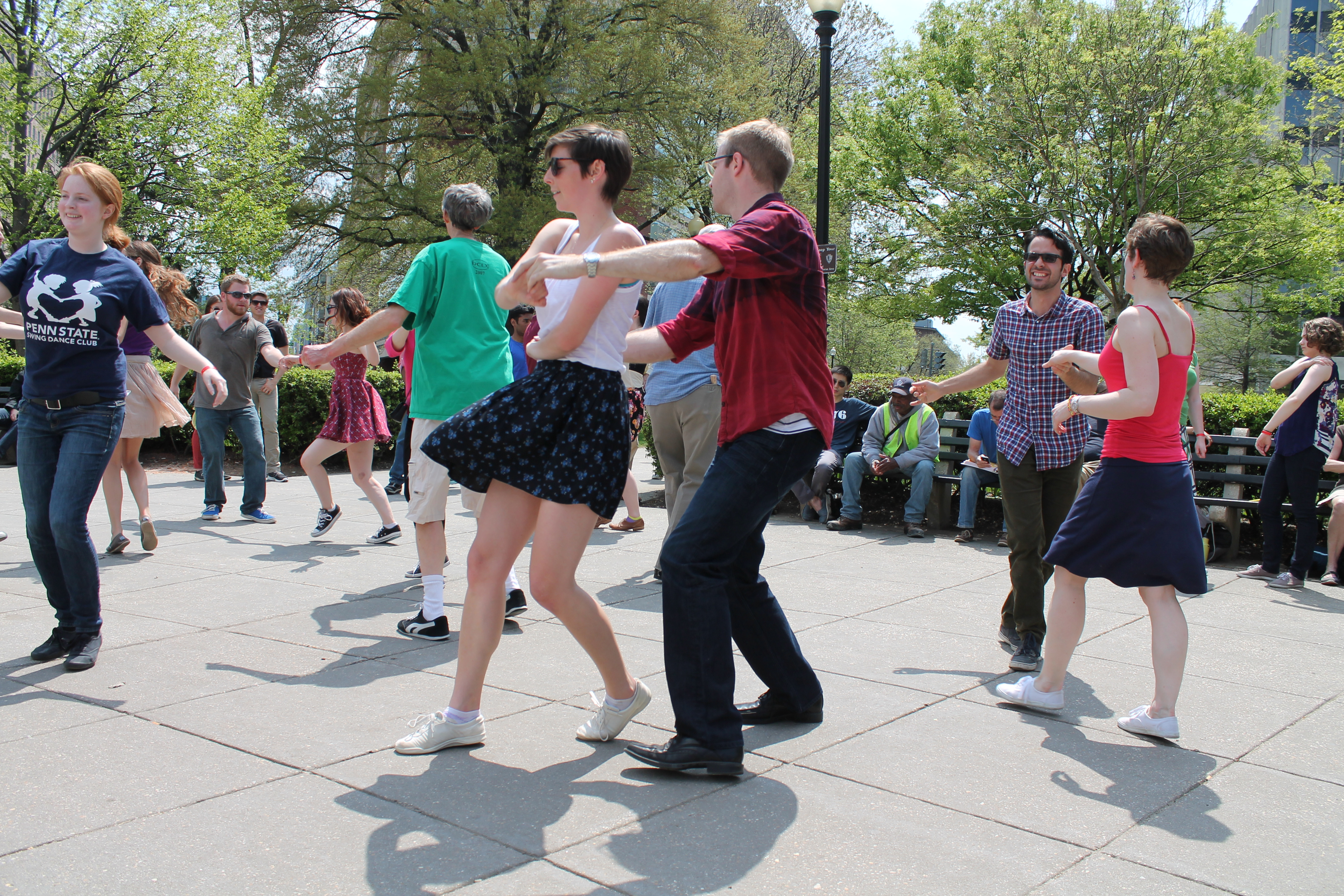
رقصنده‌های لیندی هاپ در میدانی در واشنگتن دی سی در یک بعد از ظهر شنبه.

فرانکی منینگ رقصنده مشهور آمریکایی به عنوان یکی از پدران و بنیانگذاران رقص لیندی هاپ شناخته شده است.